# Elezioni politiche a San Marino del 1920
Le elezioni politiche a San Marino del 1920 (VI legislatura) si svolsero il 14 novembre.

## Sistema elettorale
Erano elettori i cittadini sammarinesi maschi capifamiglia maggiori di 24 anni originari e naturalizzati o i loro delegati ed i Dottori, che si ritenevano emancipati di diritto.

## Le liste
Alle elezioni del 1920 per la prima volta sono presenti dei partiti:
- PSS - Partito Socialista Sammarinese
- UDS - Unione Democratica Sammarinese
- PPS - Partito Popolare Sammarinese

## Risultati
| Partito Popolare Sammarinese   | 1 125 | 47,75 | 29 |  |  |  |
| Partito Socialista Sammarinese | 697   | 29,58 | 18 |  |  |  |
| Unione Democratica Sammarinese | 534   | 22,67 | 13 |  |  |  |
| Totale                         | 2 356 | 100   | 60 |  |  |  |
|                                |       |       |    |  |  |  |
| Voti non validi                | 35    | 1,46  |    |  |  |  |
| Votanti                        | 2 391 | 59,17 |    |  |  |  |
| Elettori                       | 4 041 |       |    |  |  |  |

### Elezioni suppletive del 10 aprile 1921
Essendosi dimessi i socialisti, furono indette le elezioni suppletive per il 10 aprile 1921. Dopo quelle elezioni (i socialisti si esclusero dalla competizione) la composizione fu:
| Liste                          | Seggi |
| ------------------------------ | ----- |
| Unione Democratica Sammarinese | 21    |
| Partito Popolare Sammarinese   | 39    |
| Totale                         | 60    |